# Geraldine Fenton
Geraldine Fenton ist eine ehemalige kanadische Eiskunstläuferin, die im Eistanz startete.

## Karriere
Ihr Eistanzpartner war William McLachlan. Mit ihm nahm sie von 1957 bis 1959 an Weltmeisterschaften teil und gewann immer eine Medaille. 1957 und 1958 wurden Fenton und McLachlan Vize-Weltmeister hinter den Briten June Markham und Courtney Jones und 1959 gewannen sie die Bronzemedaille.
Nach dem Ende ihrer Wettkampfkarriere 1959 wurde Fenton Trainerin. 

## Ergebnisse

### Eistanz
(mit William McLachlan)
| Wettbewerb / Jahr          | 1954 | 1956 | 1957 | 1958 | 1959 |
| -------------------------- | ---- | ---- | ---- | ---- | ---- |
| Weltmeisterschaften        |      |      | 2.   | 2.   | 3.   |
| Kanadische Meisterschaften | 2.   | 2.   | 1.   | 1.   | 1.   |